# Leucocoprinus
Leucocoprinus es un género de hongos en la familia Agaricaceae. Su miembro mejor conocido es Leucocoprinus birnbaumii, una seta amarilla que comúnmente crece en macetas en todo el mundo. La especie tipo es Leucocoprinus cepistipes. Este género posee una amplia distribución y alrededor de 40 especies conocidas.

## Especies
Las especies de este género, pero no limitadas al mismo son:
| - Leucocoprinus badhamii - Leucocoprinus biornatus - Leucocoprinus birnbaumii - Leucocoprinus brebissonii - Leucocoprinus caldariorum - Leucocoprinus cepistipes - Leucocoprinus cretaceus - Leucocoprinus cygneus - Leucocoprinus discoideus - Leucocoprinus flavescens | - Leucocoprinus fragilissimus - Leucocoprinus holospilotus - Leucocoprinus ianthinus - Leucocoprinus medioflavus - Leucocoprinus straminellus - Leucocoprinus sulphurellus - Leucocoprinus tenellus - Leucocoprinus wynniae - Leucocoprinus zeylanicus |